# Kanton Le Chambon-Feugerolles
Kanton Le Chambon-Feugerolles (francouzsky Canton du Chambon-Feugerolles) je francouzský kanton v departementu Loire v regionu Rhône-Alpes. Tvoří ho 2 obce.

## Obce kantonu
- Le Chambon-Feugerolles
- La Ricamarie